# Bàu Cạn, Gia Lai
Bàu Cạn là một xã thuộc tỉnh Gia Lai, Việt Nam.

## Địa lý
Xã Bàu Cạn là một xã nằm về phía Bắc của huyện Chư Prông, có vị trí địa lý:
- Phía Bắc giáp thành phố Pleiku
- Phía Đông Nam giáp xã Ia Phìn
- Phía Tây giáp xã Thăng Hưng.

Diện tích: Diện tích đất tự nhiên rộng 3.358,76 ha, trong đó 1.467,7 ha là đất sản xuất.
Dân số: 1.605 hộ với 6.405 nhân khẩu, trong đó đồng bào dân tộc thiểu số: Jrai 69 hộ với 273 nhân khẩu, Bana 2 hộ với 8 nhân khẩu, Tày  13 hộ với 43 nhân khẩu, Mường 12 hộ với 46 nhân khẩu, Sê Đăng 22 hộ với 107 nhân khẩu, Mường 23 hộ với 81 nhân khẩu, Thái 8 hộ với 30 nhân khẩu, Khmer 2 nhân khẩu.  

## Lịch sử
Xã Bàu Cạn được thành lập theo Nghị định số 65/1998/NĐ-CP ngày 21 tháng 8 năm 1998 của Chính phủ, trên cơ sở điều chính 1.300 ha diện tích tự nhiên và 2.900 nhân khẩu của xã Ia Phìn; 1.400 ha diện tích tự nhiên và 900 nhân khẩu của xã Thăng Hưng.

## Văn hóa - Du lịch
Trên địa bàn xã Bàu Cạn có các danh thắng như Thác Đội 3 (thác Bàu Cạn), Hồ thủy lợi thôn Tây Hồ, Nhà máy thủy điện Bàu Cạn, Hồ Bàu Nai, Hồ Đội 2, Nhà máy chè Bàu Cạn…